# О Ён Джи
О Ён Джи (род. 4 августа 1990, Инчхон) — корейская боксёрша. Призёр чемпионатов мира 2018 и 2023 годов. Победитель летних Азиатских игр 2018 года, а также двукратная чемпионка Азии. Член сборной Кореи по боксу.

## Карьера
Пятикратная победительница национального чемпионата в весовой категории до 57 кг (2008, 2010, 2014 годы), а также в весе до 60 кг (2011 и 2017 годы).
На чемпионатах Азии одержала две победы в 2015 и 2017 году в весовой категории до 60 кг.
На летних Азиатских играх в Индонезии, в 2018 году, завоевала золотую медаль в категории до 60 кг.
На 10-м чемпионате мира по боксу среди женщин в Индии, в поединке 1/2 финала, 22 ноября 2018 года, корейская спортсменка встретилась с тайской атлеткой Сисонди Судапорн, уступила ей 1:4 и завершила выступление на мировом первенстве, завоевав бронзовую медаль.